# 胡尔西德·吐尔地
胡尔西德·吐尔地（1962年—），女，维吾尔族，新疆乌鲁木齐人，中国电影表演艺术家、导演、制片人，一级演员。代表作有电影《雪青马》、《花园街五号》、《吐鲁番情歌》、《奢香夫人》。